# Melanophthalma melina
Melanophthalma melina is een keversoort uit de familie schimmelkevers (Latridiidae). De wetenschappelijke naam van de soort werd in 1987 gepubliceerd door Wolfgang H. Rücker.